# Jerzy Wojtkowiak
Jerzy Wojtkowiak – polski reżyser, scenograf i choreograf teatralny.
Pracował m.in. w Teatrze im. Aleksandra Fredry w Gnieźnie, w Teatrze Syrena w Warszawie i w Bałtyckim Teatrze Dramatycznym im. Juliusza Słowackiego w Koszalinie.

## Praca artystyczna

### Choreografie w Teatrze Syrena
- Alan Alexander Milne "Kubuś Puchatek" (1997)

### Reżyseria w Bałtyckim Teatrze Dramatycznym
- Beata Krupska, Sceny z życia smoków (1999)
- Henryk Ibsen, Peer Gynt (1999)
- Carlo Collodi, Pinokio (2002)